# Bloemendaal aan Zee
Bloemendaal aan Zee is een badplaats aan de Noordzee en een buurtschap in de woonplaats Overveen in de gemeente Bloemendaal in de Nederlandse provincie Noord-Holland. Het ligt tussen de stranden van IJmuiden en Zandvoort met als achterland het Nationaal Park Zuid-Kennemerland.
Het strand van Bloemendaal aan Zee heeft een lengte van 4,3 km, waaronder aan de noordkant, nabij IJmuiden, een naaktstrand van ruim 1 km.
Aan het strand zijn onder meer zeven zomerstrandpaviljoens (Republiek, Bloomingdale, San Blas, Later aan Zee, Bronze Beach,  Fuel en Woodstock '69), waarvan twee permanente paviljoens (San Blas, Republiek en Parnassia) een trampolinepark en het watersportcentrum Mifune Watersports.
Aan de noordzijde van het naaktstrand is een losloopgebied voor honden.
Er is een uit vrijwilligers bestaande reddingsbrigade, Vrijwillige Reddingsbrigade Bloemendaal.
Bij de Zeeweg bevinden zich diverse verblijfsaccommodaties en campings, (Qurios, camping de Lakens en camping Bloemendaal).
De N200 loopt van Zandvoort via Bloemendaal aan Zee, Overveen en Haarlem naar Amsterdam. In Bloemendaal aan Zee heet de N200 de Zeeweg.
Bloemendaal aan Zee is bereikbaar met het openbaar vervoer vanaf aan de ene kant Station Haarlem en Station Overveen en aan de andere kant vanaf Station Zandvoort met buslijn 81 van Connexxion. In de zomer rijdt een strandbus tussen Zandvoort en Bloemendaal aan Zee.
- Gemeente Bloemendaal: Bloemendaal aan Zee
- Bloemendaalse Reddingsbrigade, met diverse informatie

Dorpen: Aerdenhout · Bennebroek · Bentveld (deels) · Bloemendaal · Overveen · Vogelenzang

Buurtschap: Bloemendaal aan Zee
Noord-Holland: Steden en dorpen      Nederland: Provincies · Gemeenten